# 华俄道胜银行

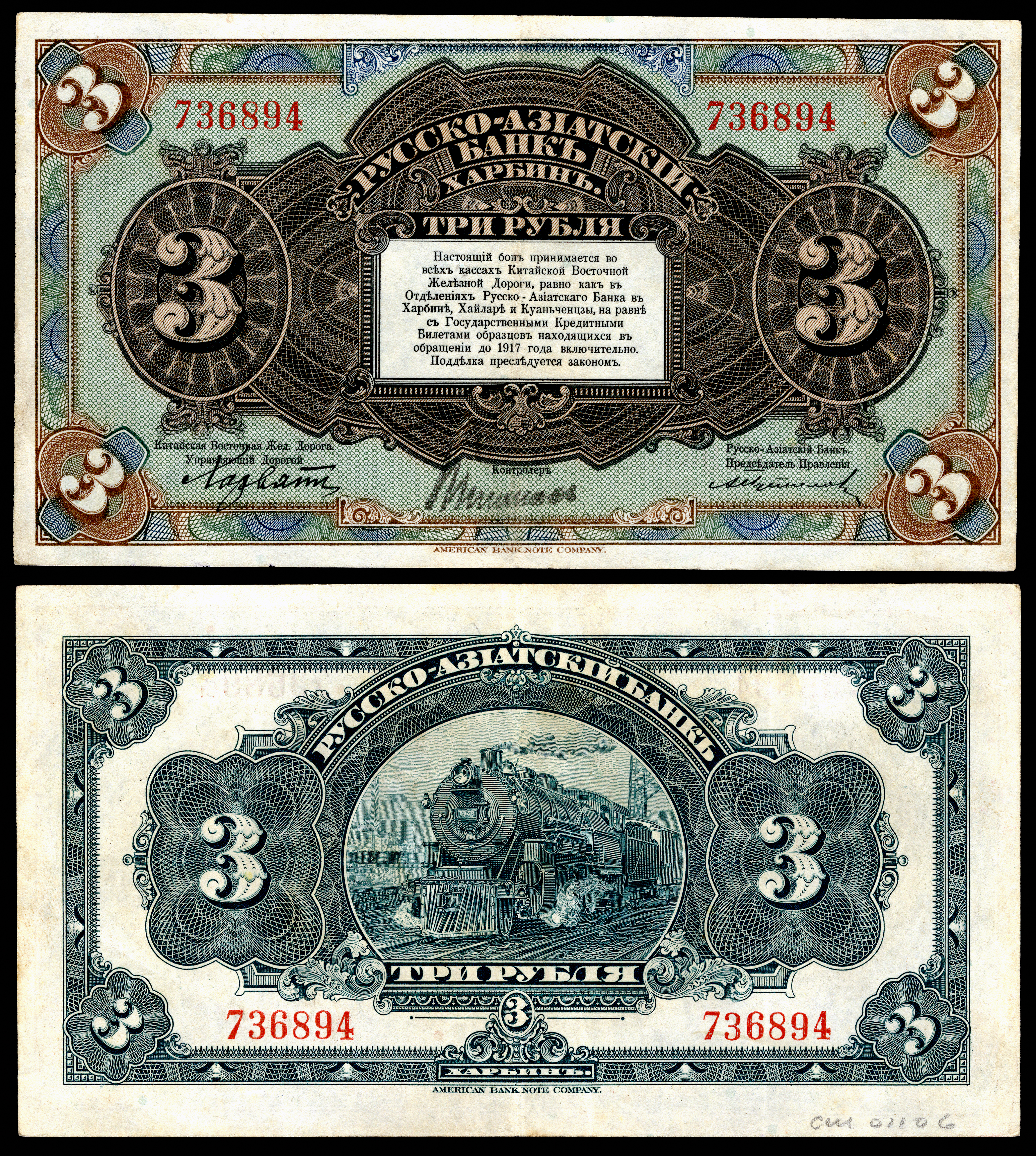
華俄道勝銀行紙幣3盧布（1917）

华俄道胜银行（俄语：Русско-Китайский банк，穆麟德轉寫：Oros gurun Dulimbai gurun Doo Šeng In Hang），是代表俄国在华利益的金融机构。1895年12月10日成立，资本来自法、俄、大清帝國三国，总部在圣彼得堡。

## 緣起
1895年4月在中日签署马关条约后，俄罗斯联合法国和德国反对日本割让辽东半岛，并且迫使清政府签订《四厘借款合同》向俄法两国银行借款以支付对日赔偿及赎辽费。谢尔盖·维特成立华俄道胜银行以处理相关赔款、赎回费和借款的交易:18。
光緒二十二年（1896年）四月，全俄羅斯帝國皇帝尼古拉二世加冕，大清帝國命李鴻章為專使，王之春為副使，贈俄羅斯沙皇第一等第一品御賜雙龍寶星。
光緒二十二年（1896年）九月，與俄羅斯帝國訂新約，确立俄国申请在中国东北修建的东清铁路应由私人公司而非俄罗斯政府营运:16。時李鴻章尚未回國，俄羅斯帝國駐大清國公使喀希尼密約求總署奏請批准。約成，全俄羅斯帝國皇帝使貴族鄔多穆斯契以報謝加冕使來北京，議立華俄銀行，遂命許景澄與俄羅斯帝國締結契約，大清帝國出股本銀五百萬兩，與俄合辦。別立中國東省鐵路公司，又立條例九章，其第二章銀行業務之第十項，規定對於中國之業務：一，領收中國內之諸稅；二，經營地方及國庫有關係之事業；三，鑄造中國政府允許之貨幣；四，代還中國政府募集公債之利息；五，布設中國內之鐵道電線，並訂結《中俄合辦東省鐵路公司合同章程》，以建造鐵路與經理事宜悉委銀行。
此后在中国北部开设了20多处分行：上海、营口、汉口、天津、烟台、北京、哈尔滨、旅顺、大连、长春、满洲里、海拉尔、吉林、海城、沈阳、铁岭、张家口、青岛、黑河、香港、乌鲁木齐、伊犁、库伦等。华俄道胜银行享有在中国代收关税、盐税、经营铁路建筑、发行羌帖等各项特权。1910年，它与另一家俄法合资的银行—北方银行合并，改称俄亚银行。1917年十月革命后，总行和85处分行被蘇維埃俄國收归国有，即改以巴黎分行为总行，但实力受到严重削弱。1926年9月25日因巴黎总行外汇投机失败而清理停业。

## 有特色的分行據點
- 上海分行：1896年2月13日开设。最初在外滩29号法兰西银行内，面积较小。1899年，该行购进外滩15号地块，到1902年建成3层框架结构楼房，建筑面积5018平方米。建筑属于文艺复兴风格，立面采用爱奥尼柱式。有彩绘玻璃的天棚和回廊。1928年11月1日，此楼成了中央银行的所在地。现在这里是上海外汇交易中心。
- 汉口分行：1896年开设。坐落在汉口俄租界沿江大道162號（与黎黃陂路的拐角處），精美的古典主義建築。地面4層。1926年停业后，此樓成為當年民國政府的中央銀行，宋慶齡曾住在二樓。现在为武漢藍光電力公司使用，并建立了“宋慶齡紀念館”，
- 天津分行：1896年开设。建于天津英租界维多利亚道北段（今解放北路与大同道交口处的票据交换所），建筑为二层木结构，具俄罗斯传统建筑风格。
- 哈尔滨分行：1898年开设。1902年在车站街（红军街）上建成一栋文艺复兴风格的精美建筑，现为“黑龙江省工商联”办公楼，被定为哈尔滨市一类保护建筑。
- 长春支行：1900年开设。1905年9月在双桥子（今西三道街民康路口东北角）新建行舍，1906年11月落成。长春支行于1919年停业。行舍由俄国工程师尼克莱米斯塔夫设计，俄罗斯传统建筑风格。采用砖木混合结构，地下一层，地上二层，青、红砖嵌砌墙面。楼体主立面两端，从屋顶竖起两座高约5米的角式塔楼，上覆鱼鳞状铁皮瓦，塔楼上竖立旗杆。该楼于1985年拆除。

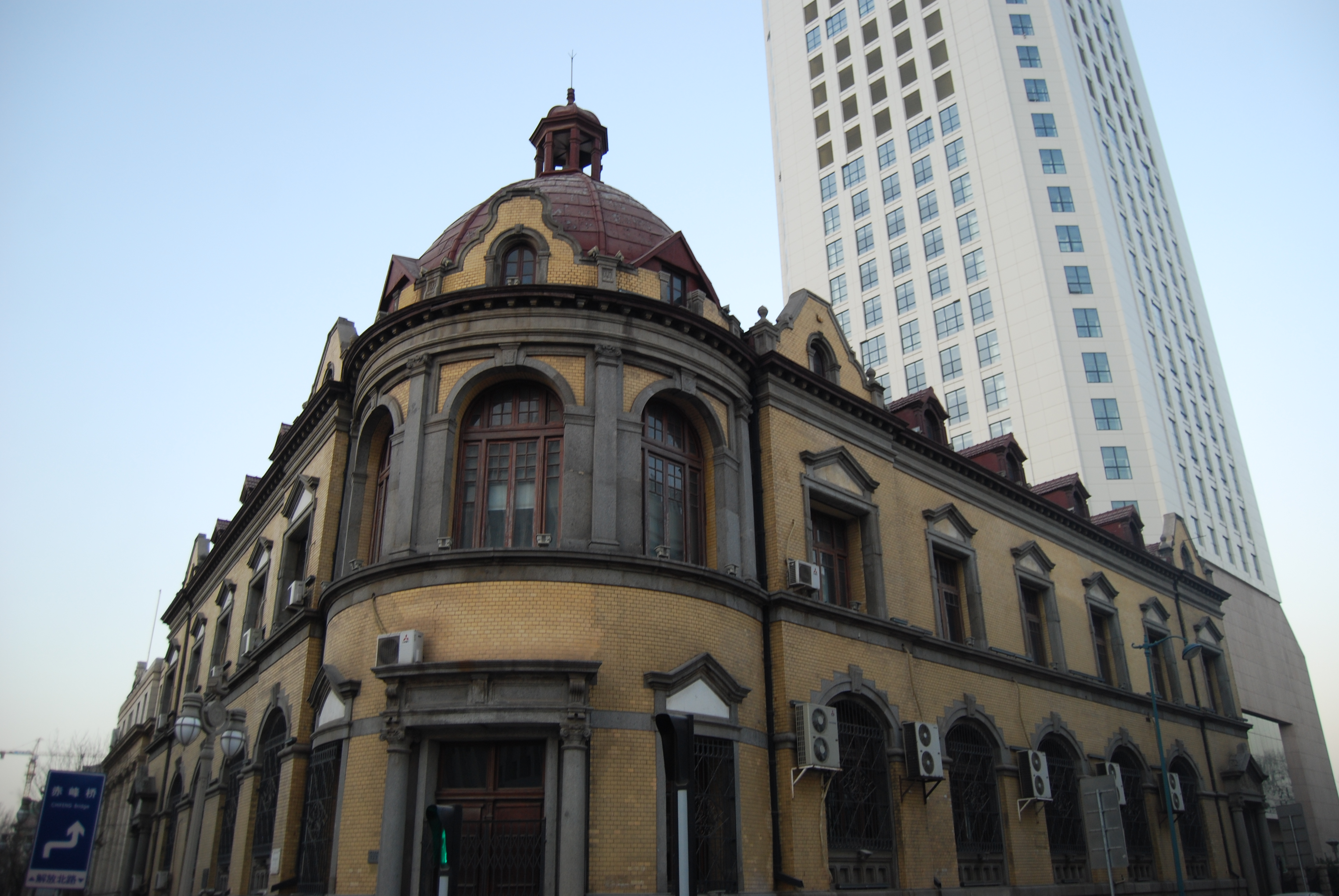
天津分行
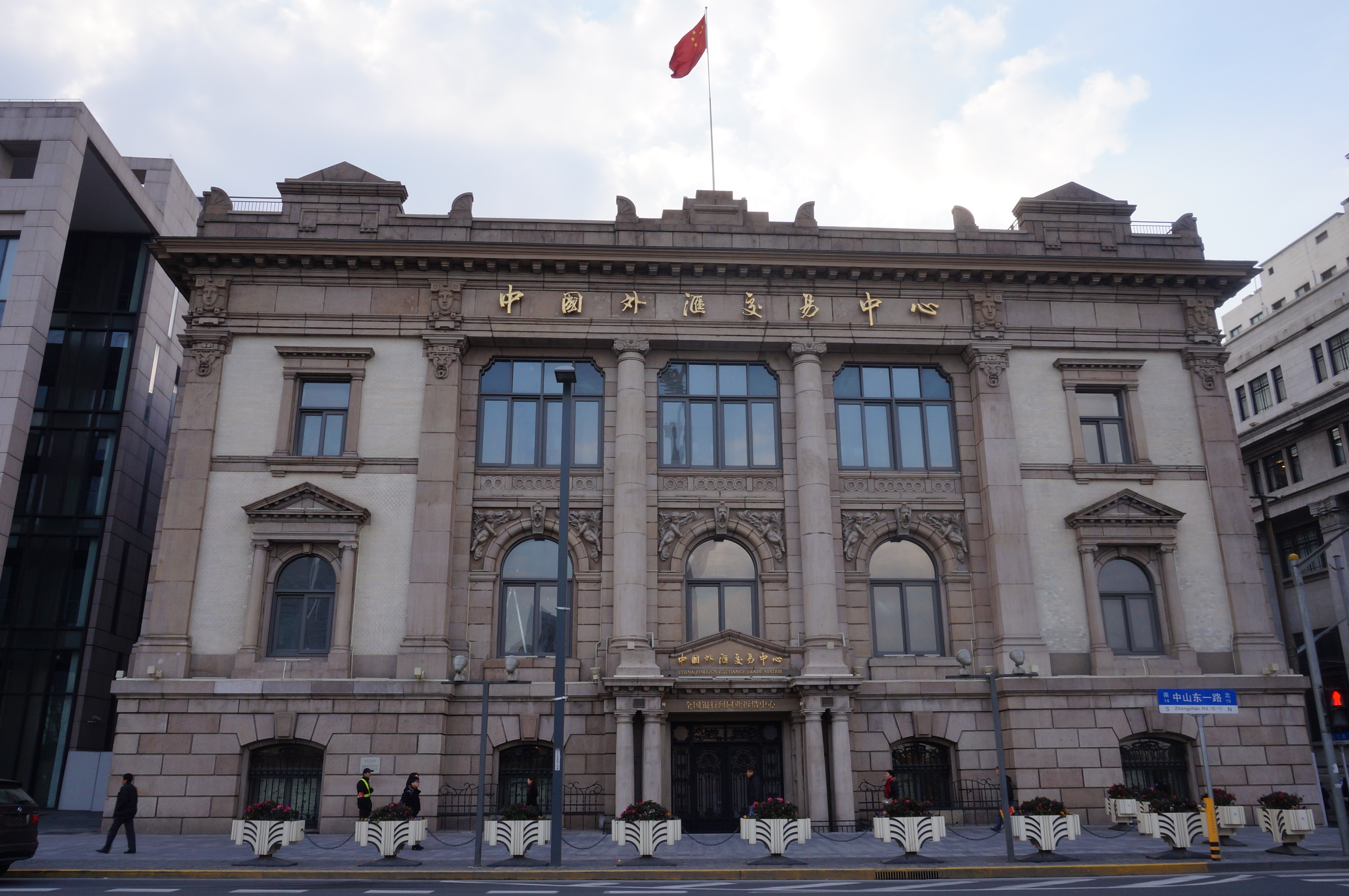
上海分行
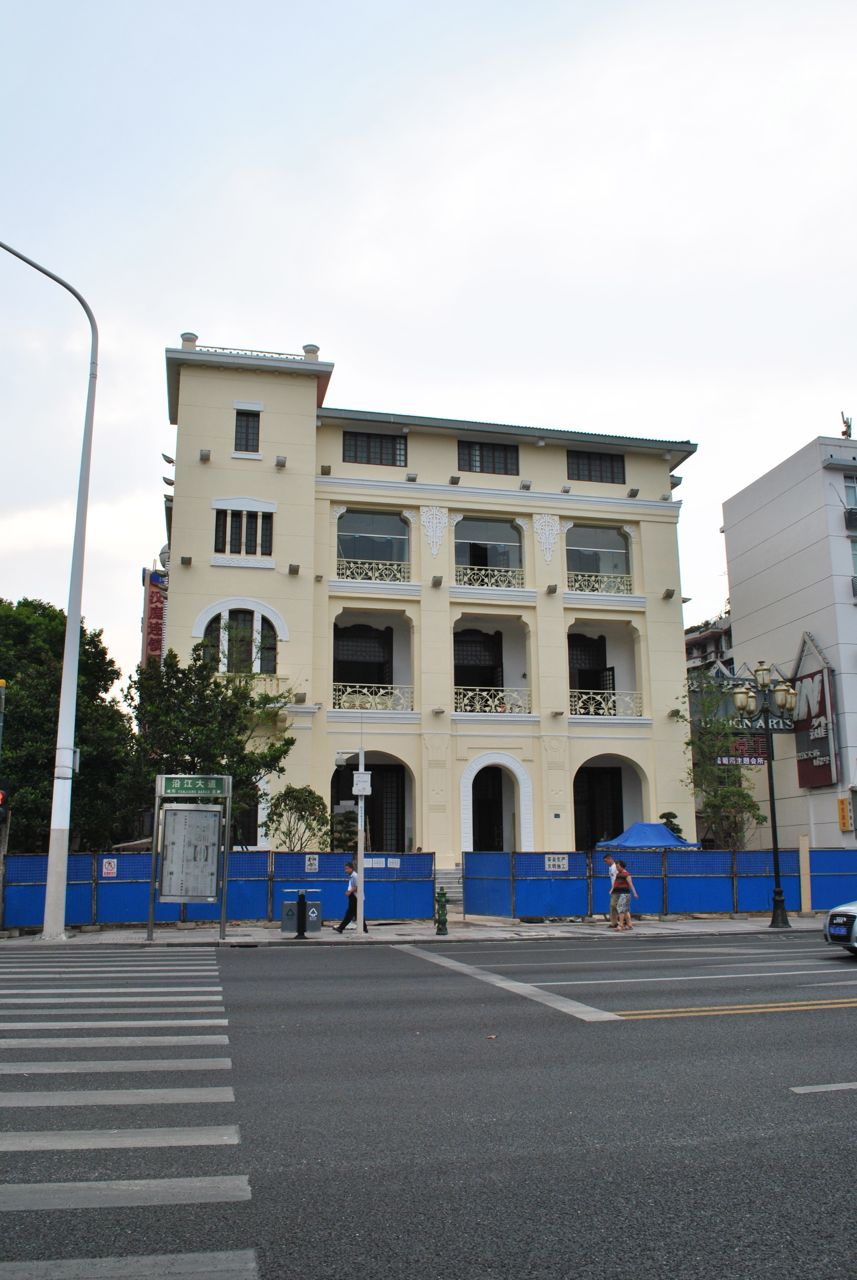
漢口分行
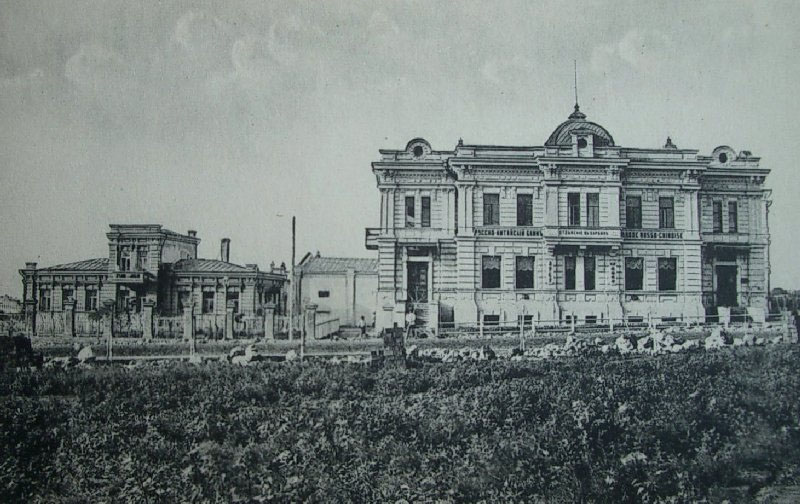
哈尔滨分行